# Pyrrosia ensata
Pyrrosia ensata är en stensöteväxtart som beskrevs av Ren-Chang Ching och Shing. Pyrrosia ensata ingår i släktet Pyrrosia och familjen Polypodiaceae. Inga underarter finns listade.